# آر.پی‌.دبلیو.ال
آر. پی. دَبلیو. اِل (به انگلیسی: RPWL) یک گروه موسیقی پراگرسیو راک آلمانی است. موسیقی آنها توسط لیبل Gentle Art of Music توزیع می‌شود.

## تاریخچه
این گروه در سال ۱۹۹۷ در فرایزینگ آلمان به عنوان گروه کاور پینک فلوید تشکیل شد. نام گروه ترکیبی از حروف اول نام خانوادگی چهار عضو اصلی است: ریستیو، پست، والنر و لنگ.
پس از سه سال، آنها شروع به ساخت موسیقی بر اساس تأثیر از دوره گروه کاور خود کردند. اولین آلبوم آنها، "خدا شکست خورد"(به انگلیسی: God Has Failed)، با اشتیاق بین‌المللی، ستایش و نقدهای عالی در تمام مجلات بزرگ موسیقی پراگرسیو راک مواجه شد.
سال ۲۰۰۲، آلبوم" تلاش برای بوسیدن خورشید" (به انگلیسی: Trying To Kiss The Sun) را به ارمغان آورد که باعث شد گروه بیشتر صدای خود را توسعه دهد و چندان به تأثیرات خود تکیه نکرد. آنها سپس یک آلبوم تلفیقی به نام "سهام" (به انگلیسی: Stock) در سال ۲۰۰۳ منتشر کردند. این آهنگ از قطعاتی تشکیل شد که به دو آلبوم قبلی خود راه نیافتند، به علاوه جلدی از اوپل سید برت، که گروه از آن در نمایش‌ها به عنوان چک صدا استفاده می‌کرد.
در سال ۲۰۰۵ آنها سومین آلبوم استودیویی خود را با نام "جهان از طریق چشمان من" (به انگلیسی: World Through My Eyes) منتشر کردند. این مورد با استقبال خوبی از سوی هواداران مواجه شد، و اولین تک آهنگ آنها، "رزها" (به انگلیسی: Roses) منتشر شد. این آهنگ همچنین خواننده سابق جنسیس و استیلت‌اسکین و ری ویلسون را به عنوان خواننده اصلی به نمایش گذاشت. نسخه ویژه آلبوم نیز توسط لانگ در نسخه ۵٫۱ میکس شد و به عنوان یک دیسک هیبریدی SACD منتشر شد.
در اواخر همان سال، گروه اولین آلبوم زنده خود را با نام Live: Start the Fire منتشر کرد. آلبوم دو دیسک شامل کل کنسرت Rockpalast گروه است، که مجدداً ری ویلسون به عنوان خواننده اصلی آهنگ «رز» و یک قطعه دیگر به نام «دربارهٔ ما نیست»(به انگلیسی: Not About Us) حضور دارد. این راهی برای گروه بود تا به جنسیس، گروه اصلی دیگری که به غیر از پینک فلوید بر آنها تأثیر زیادی گذاشته بود، ادای احترام کنند.
در ۹ سپتامبر ۲۰۰۷، گروه آلبوم ۹ را منتشر کرد که شامل آهنگ‌های زنده منتشر نشده و چهار آهنگ انفرادی جدید از یوگی‌لانگ، کریس پستل، مانی مولر و کاله والنر بود. آهنگ‌های استودیویی نشان‌دهنده تأثیرات مختلف درون گروه هستند. آلبوم ۹ در نسخه محدود ۹۹۹ سی‌دی منتشر شد و فقط از وب سایت آنها در دسترس بود.
در فوریه ۲۰۰۸، آنها آلبومی با عنوان The RPWL Experienceمنتشر کردند. در سال ۲۰۱۶، گروه آلبوم زنده‌ای را منتشر کرد که شامل اجرای کامل آهنگ انسان و سفر از پینک فلوید بود.
در طول تور ۲۰۲۲، آنها از انتشار برنامه‌ریزی شده یک آلبوم جدید در آوریل ۲۰۲۳ خبر دادند.

## پرسنل

### اعضا
| اعضای کنونی - یوگی لنگ – آواز، کیبرد (۱۹۹۷-اکنون) - کاله والنر – گیتار، باس (۱۹۹۷-اکنون) - مارک توریا – درامز (۲۰۰۸-اکنون) - مارکوس گروتزنر - باس (۲۰۲۲-اکنون) | اعضای سابق - کریس پستل - باس (۱۹۹۷–۲۰۰۰, ۲۰۰۵–۲۰۱۰) - فیل پل ریستیو - درامز (۱۹۹۷–۲۰۰۳) - استفان ابنر - باس (۲۰۰۰–۲۰۰۵) - آندریاس ورنتالر - کیبرد (۲۰۰۰–۲۰۰۳) - مانفرد مولر - درامز (۲۰۰۳–۲۰۰۸) - مارکوس جهله - کیبرد (۲۰۰۵–۲۰۲۲) - ورنر تاوس - باس (۲۰۱۰–۲۰۱۸) |

## دیسکوگرافی
آلبوم‌های استودیویی
- ۲۰۰۰ - خدا شکست خورد
- ۲۰۰۲ - تلاش برای بوسیدن خورشید
- ۲۰۰۵ - جهان از طریق چشمان من[۷]
- ۲۰۰۵ - تجربه آرپی‌دبلیوال[۸]
- ۲۰۱۲ - فراتر از انسان و زمان
- ۲۰۱۴ - تحت تعقیب
- ۲۰۱۹ - داستان‌هایی از فضا
- ۲۰۲۳- صحنه جنایت

آلبوم‌های زنده
- ۲۰۰۵ - آتش را شروع کنید (زنده)
- ۲۰۰۹ - تجربه زنده آرپی‌دبلیوال
- ۲۰۰۹–۹
- ۲۰۱۳ - نمایشی فراتر از انسان و زمان
- ۲۰۱۵ - آرپی‌دبلیوال در نقش پینک فلوید
- ۲۰۱۶ - آرپی‌دبلیوال نقش پینک فلوید - انسان و سفر را بازی می‌کند.
- ۲۰۱۷ - طلوع جدید
- ۲۰۱۹ - زنده از فضا
- ۲۰۲۱ - خدا شکست خورد - زنده و شخصی

آلبوم‌های گردآوری‌شده
- ۲۰۰۳ - سهام
- ۲۰۱۰ - هنر ملایم موسیقی